# Subaseal
Subaseal – rodzaj gumowego korka stosowanego w laboratoriach chemicznych, którego używa się razem z cannulami i igłami laboratoryjnymi. 
Subaseal składa się z prążkowanej części dolnej, którą wciska się do wnętrza tzw. damskiego szlifu laboratoryjnego i część górnej w kształcie wysokiego kołnierza. Kołnierz ten po wciśnięciu dolnej części korka przekręca się na drugą stronę, co zabezpiecza całość przed wypadaniem, nawet gdy w aparaturze zostanie wytworzone nadciśnienie. Między górną i dolną częścią korka znajduje się gumowa membrana, którą można wielokrotnie przebijać igłami bez utraty jej szczelności.
Subaseale służą głównie do transferowania cieczy bez kontaktu z otoczeniem z jednego naczynia do drugiego za pomocą cannuli. Można je też stosować przy pobieraniu próbek za pomocą strzykawek, tak aby próbka nie zetknęła się nawet przez moment z powietrzem, dozowania strzykawkami odczynników chemicznych, przeprowadzania filtracji bez dostępu powietrza i wielu innych czynności laboratoryjnych wymagających unikania kontaktu z powietrzem i wilgocią.